# Баїлундо
Баїлундо (порт. Bailundo) — муніципалітет і місто провінції Уамбо у центрі нагір'я Анголи.
У 1990-х роках у Баїлундо була розміщена штаб-квартира лідера Національного союзу за повну незалежність Анголи Джона Савімби.
Король Баїлундо, Ekuikui IV, помер 13 січня 2012 року.